# 마리아론
마리아론은 예수 그리스도의 어머니인 성모 마리아에 대해 연구하는 기독교 서방교회 중 천주교회의 신학 연구 분야이다. 천주교회에서는 중요한 신학 분야로 다룬다. 서방교회인 개신교회에서는 그리스도론의 탄생부분에서 다룰 뿐이다. 동방 정교회에서는 그리스도론의 설명을 위한 테오토코스로만 다루고 있다. 기독교 신학의 중요한 부분인 그리스도론에서 예수 그리스도가 마리아에게서 태어났다는 사실은 영지주의 가현설을 극복하는 중요 주제였다. 서방교회의 마리아론은 인성이나 신성의 한쪽만을 강조한 예수, 즉 단순한 인간이거나 혹은 육신이 없는 현현을 주장하는 이단 사상을 극복하기 위한 강조에서 나타났다. 11세기 이후 동방교회와 달리 서방교회의 마리아론은 점차 그리스도론에서 분리되어, 마리아와 예수 그리스도의 가르침과 대속, 은총 등 기독교 신앙의 다른 여러 요소와의 관계와 관련하여 조직적으로 발전해왔다. 서방교회가 16세기 종교개혁으로 서방교회 개혁 찬성파와 반대파로 나뉜 이후에, 서방교회 개혁 반대파인 천주교회의 마리아론은 더욱 강화되어 19세기 마리아 승천의 교리화 등과 같이 마리아와 관련된 성경과 성전 그리고 교회의 가르침을 발견하는 교리적 발전 과정에 있다.

## 마리아론의 발전과 영향

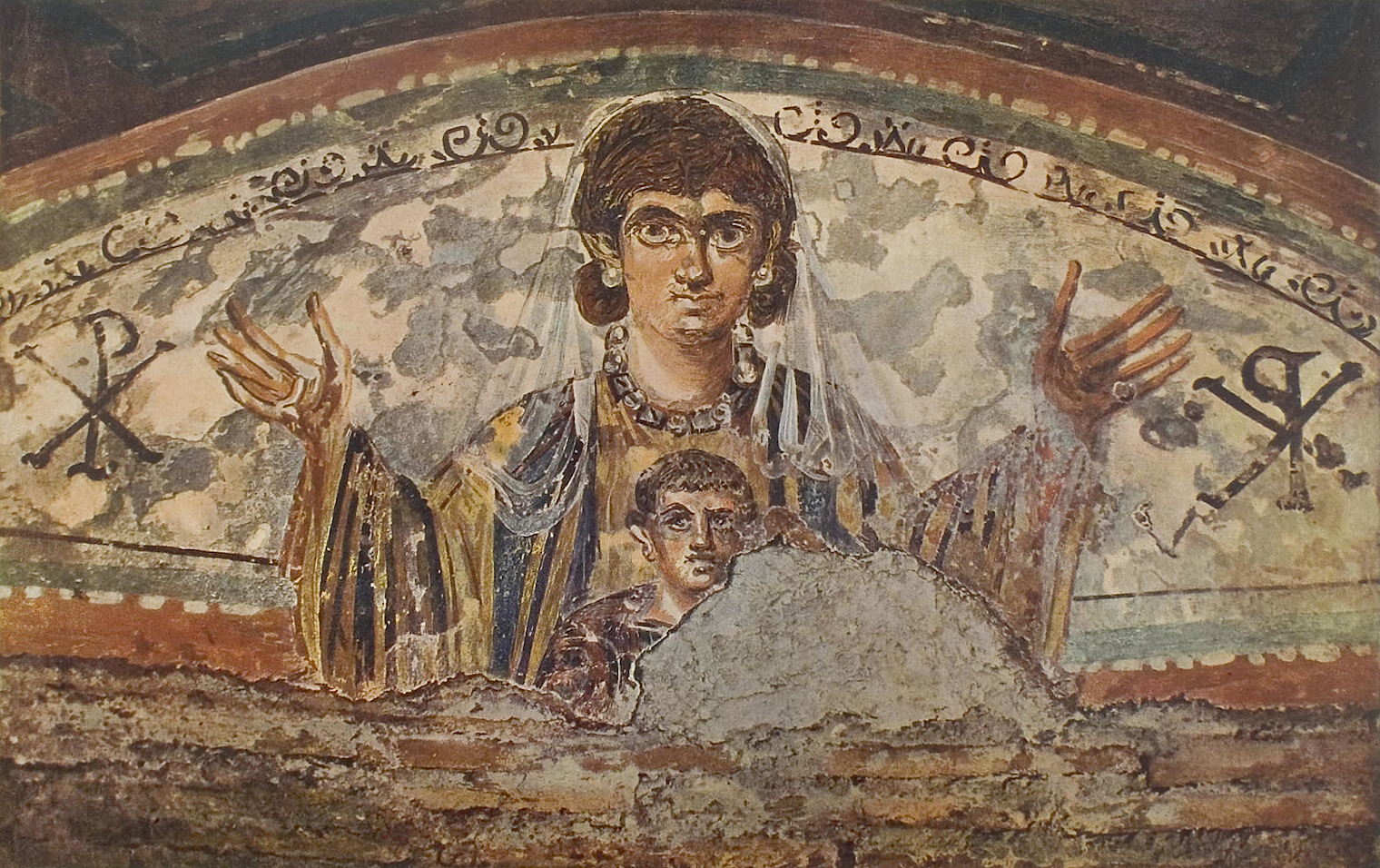
4세기경, 로마 카타콤바의 벽면에 그려진 초기 성모자 성화.

### 신약성경 기록
예수 그리스도의 어머니인 마리아에 대한 기록은 1세기까지 거슬러 올라간다. 1세기와 2세기의 기록인 신약성경에서 마리아는 요셉과 함께 예수를 낳고, 기르고, 만나는 인물로 예수 그리스도의 복음을 기록한 복음서에 등장한다. 

### 영지주의에 대항
예수가 거룩한 보이는 영이었다는 영지주의의 주장은 몸을 지니고 태어난 인간으로서 예수 존재를 거부하였다. 이에 대해 초대교회는 예수가 신성과 인성을 지닌 존재로서 마리아가 출산하였다는 성경의 기록과 전승은 매우 중요한 요소였고, 마리아의 몸에서 태어난 예수의 그리스도의 모습을 강화하하였다. 마리아가 그리스도론의 중요한 인물로 존중하였다. 

### 박해시기
초기 기독교의 박해 시기인 2-3세기에는 순교자에 대한 존경이 신앙에 가장 두드러졌다. 순교자들에 대한 공경과 함께 박해기의 기독교 신자들은 그리스도의 어머니인 성모 마리아가 예수 그리스도를 낳아 구약과 신약 및 대망(待望)과 성취(成就)에서 역할을 하였다고 보았다. 이탈리아 로마의 카타콤바에는 성모 마리아와 아기 예수를 그린 프레스코화가 그려졌으며, 성모 마리아의 전구를 청한 가장 오래된 기도는 250년경에 작성된 ‘성모께 보호를 청하는 기도(sub tuum praesidium)’이다. 이러한 점을 볼 때, 초기 그리스도인들은 마리아가 고통받는 인류와 임금들의 임금이자 심판자인 아들 예수 사이를 중개하는 연민 어린 존재로 인식했다는 것을 알 수 있다.

### 보편교회 공인 이후
313년 기독교가 공인된 이후 5세기경, 제3차 세계 공의회인 에페소 공의회에서 성모 마리아는 신성 출산을 했다는 의미의 '테오토코스'라는 교의가 선포되었다. 이 교리 이후 예수 그리스도가 신성을 지니고 탄생했음을 확인하였고, 기독교의 교리로 공식 선포됨에 따라 성모 마리아와 아기 예수를 묘사한 성화도 교회로부터 정식으로 인준되었다. 6세기부터 비잔티움 궁정의 공식적인 보호와 후원 아래 콘스탄티노폴리스를 중심으로 성모 신심이 화려하게 꽃을 피웠다. 하지만 성모 신심이 대중들 사이로 본격적으로 증대하기 시작한 것은 5세기에 들어서면서부터이며, 이 시기에 사람들은 성모 마리아의 생애를 다룬 각종 전승들과 유물들에 대하여 관심을 갖기 시작하였다. 그리고 로마의 산타 마리아 마조레 대성전을 비롯하여 성모 마리아에게 봉헌하여 그녀를 주보성인으로 삼은 성당들을 본격적으로 짓기 시작하였다. 교황 세르지오 1세(687-701)는 최초로 로마 전례력 안에 성모 마리아의 축일을 포함시켰다.
초대 교회의 교부들은 마리아와 하와를 대비시켜 “하와의 불순종이 묶어놓은 매듭을 마리아의 순명이 풀어 주었고, 하와가 불신으로 맺어놓은 것을 마리아가 믿음으로 풀었다.”라고 하였으며, 마리아를 ‘새 하와’ 또는 ‘제2의 하와’라고 불렀다. 즉 하와는 하느님의 말씀에 대한 불순종으로 세상에 죽음과 불행을 가져왔으나 마리아는 하느님의 말씀에 순종함으로써 생명의 원천인 그리스도를 낳고, 마침내 세상에 구원과 축복을 가져왔다는 것이다.

### 교회 대분열 이후 서방교회
교회 대분열 이후 서부 유럽의 서방교회에서 중세 시대에 접어들면서 성모 신심은 시리아의 성 에프렘, 다마스쿠스의 성 요한, 클레르보의 성 베르나르도 등 성모 신심가들의 영향을 받아 더욱 성장하여 한 차원 크게 발전하였다. 성모송과 같이 마리아의 전구를 청하는 기도문들이 생겨나고, 수도원 등지에서 아베 마리아, 살베 레지나 등의 마리아를 찬미하는 성격을 띤 단선율 성가가 작사 작곡되었다. 그리하여 성모 신심 행위가 기하급수적으로 증가하여 대중 사회에 굳건하게 자리잡았다.
르네상스 시대에 서방교회에서는 보티첼리, 레오나르도 다빈치, 미켈란젤로, 라파엘로 등 거장들의 손에 의해 마리아를 표현한 명작들이 무수히 탄생함으로써 마리아와 관련된 미술이 크게 성장하였다. 16세기 트리엔트 공의회에서는 종교를 주제로 한 그림과 건축 양식을 법적으로 규정하였다. 그 결과, 바로크 시기에 마리아를 다룬 미술과 마리아론이 크게 발전하였다.
16세기 서방교회 종교개혁 시대에 개혁찬성파와 반대파가 나뉘며 마리아론에 대한 전면적 비판과 옹호가 대립했다. 개혁찬성파(현재, 개신교)는 미신적 요소와 비성서적 내용을 비판했고, 교황 지지 세력이었던 개혁반대파(현재, 천주교)는 신심의 중요성과 교황령을 근거로 옹호하였다. 이후 마리아론은 개혁반대파의 중요한 정체성으로까지 발전하였다. 천주교회에서는 레판토 해전에서 이슬람 해군을 상대로 대승을 거둔 천주교 국가의 연합 함대가 이를 마리아의 공적으로 돌린 것을 시점으로, 잠시 주춤했던 성모 신심을 강화하였다. 마리아를 주제로 한 바로크 문학은 예상 외로 크게 성장하였다. 17세기에 한해서만 마리아론을 다룬 작품이 500권 이상 출판되었다.

### 근대 기독교회
근대의 마리아론에 대해 동방교회 지역에서는 보편교회 범주를 따르며, 테오토코스 이외에 교리적 선언은 없고, 교리적 추가 사항도 없다. 서방교회 지역에서 개신교회 역시 보편교회 범주를 지키며, 테오토코스 이상의 그리스도론 관련 교리적 연구는 없고, 일부 급진적 개신교단에서는 관심조차 두지 않는다. 그러나 서방교회 지역의 천주교에서는 완전히 다른 양상이며, 마리아론은 교리와 신심에서도 중요한 요소이다. 19세기에 1854년 교황 비오 9세에 의해 마리아의 원죄 없는 잉태 교의가 선언했다. 20세기에는 교황 비오 12세가 성모 승천을 교의로 선포하였으며 제2차 바티칸 공의회에서는 마리아에게 ‘교회의 어머니’라는 호칭을 헌정했다.

## 천주교회의 마리아론
천주교회의 마리아론은 신학 분야 외에도 매일 기도, 음악, 미술, 건축 등에서 많은 발전을 이룩하였다. 또한 지금도 마리아론은 계속 발전하고 있다. 여기에는 단순히 교황들의 회칙 뿐만이 아니라, 신자들의 신심(sensus fidelium)과 성인들의 가르침, 몇 차례의 성모 발현과 그곳에 세워진 마리아에게 봉헌된 성당 등 여러 가지 복합적인 상황들이 한데 어우러지면서 지속적으로 발전했던 것이다. 또한 20세기에 들어서면서 마리아 운동과 신심단체가 대중적으로 두드러지게 성장하였다.

### 마리아에 관한 교의
천주교회에는 성모 마리아에 대하여 다음과 같은 4대 교의가 교회 교도권에 의해 선포되었다.
| 명칭            | 교의 선언                             | 교의 내용 |
| --------------- | ------------------------------------- | --- |
| 하느님의 어머니 | 에페소 공의회 (431년)                 | 마리아의 아들 예수 그리스도는 사람이 된 하느님의 아들이다.                                                          |
| 평생 동정녀     | 제2차 콘스탄티노폴리스 공의회 (553년) | 마리아는 동정의 몸으로 예수를 잉태하였으며, 예수를 낳을 때도 동정이었으며, 예수를 낳은 뒤에도 계속 동정으로 살았다. |
| 원죄 없는 잉태  | 교황 비오 9세 (1854년)                | 마리아는 하느님의 특별한 은총을 받아 원죄 없이 잉태되어 태어났다.                                                   |
| 성모 승천       | 교황 비오 12세 (1950년)               | 마리아는 지상 생애를 마친 다음, 하느님에 의해 영혼과 육신이 함께 하늘로 들어올림을 받았다.                          |

#### 마리아의 평생 동정
마리아의 평생 동정은 마리아가 예수를 잉태하기 전에도 동정이었으며, 예수를 낳는 중에도 동정이었으며, 예수를 낳은 후에도 동정이었다는 가톨릭교회의 교의이다. 여기서 잉태 이전의 동정성은 남성의 활동 없이 잉태된 것을 의미한다. 그리고 출산시의 동정성이 의미하는 것은 출산의 고통이나 동정성의 파괴 없이 이루어진 것을 의미한다. 마지막으로 출산 후의 동정성은 마리아의 평생 동정성을 의미하는데 이것은 출산 후에도 마리아가 인간적인 결혼 생활을 하지 않았음을 의미한다. 따라서 평생 동정인 마리아 교의는 마리아가 인생 전반에 걸쳐 ‘영원한 동정녀(ἀειπάρθενος)’였으며, 그녀의 유일한 소생은 예수 한 사람뿐이었으며, 그마저도 동정의 몸으로 기적적으로 잉태하여 낳은 것이라고 가르친다.
마리아의 동정성에 관해서는 이미 초대 교회 때부터 믿음의 내용으로 널리 알려졌다. 그래서 교회 초창기부터 마리아의 이름은 언제나 ‘동정녀’라는 수식어구와 함께 나타났다. 대다수 기독교인들의 신앙고백인 사도신경과 니케아 콘스탄티노폴리스 신경에도 마리아를 ‘동정녀’라고 불렀다. 니사의 성 그레고리오는 탈출기 3장 2절을 예로 들며, 가시덤불이 불에 휩싸였음에도 타지 않은 것처럼 마리아도 아기를 낳았지만, 동정성은 전혀 손상을 입지 않았다고 말하였다. 시리아의 성 에프렘은 마리아의 평생 동정성을 진주를 비유로 설명하였다. 조개는 진주가 될 돌을 받아들일 때에도 그리고 그 돌이 진주가 되어 내어 놓을 때에도 손상을 받지 않는다. 마리아도 이와 비슷한 이치로 예수를 잉태할 때와 낳을 때에 아무런 고통도 손상도 입지 않을 수 있다고 보았다. 성 프로클로는 “만일 구세주의 어머니께서 동정이 아니셨다면, 그분께서 낳으신 구세주는 단지 인간에 불과했을 것이다. 그리고 그분의 탄생의 신비는 사라지고 말았을 것이다. 그러나 만약 구세주를 낳으시고 낳으신 후에도 마리아께서 계속 동정으로 계셨다면, 어찌 이것이 하느님께는 더 영광이 되고 더 훌륭한 신비가 되지 않겠는가?”라고 하였다. 성 토마스 아퀴나스는 “그리스도의 육신이 참으로 육신임을 보여주기 위하여 그분께서는 여인으로부터 태어나셨다. 그러나 당신의 신성을 분명히 드러내시기 위하여 그분은 동정녀로부터 태어나셨다.”고 하였다. 성 예로니모는 예수가 동정남으로 살았듯이 마리아 또한 동정녀로 평생을 살았다고 말하였다.
신약성경을 살펴보면, 마리아의 예수 출산전 동정성을 분명하게 언급한 구절은 마태오 복음서 1장 24절~25절이다. 마리아의 잉태 이전의 동정성과 출산 중의 동정성에 대해서는 2세기의 문헌인 야고보의 원복음서를 보면 알 수 있다. 여기서 마리아는 하느님의 구원 계획에 의해 미리 선택되었고, 마리아가 예수를 잉태한 것은 남자와의 관계없이 성령으로 말미암은 것이며, 출산 때도 하느님의 섭리에 의해 동정성이 보존되었다고 나온다. 물론 이 이야기는 다소 전설적인 느낌이 없잖아 있지만, 그 당시에 널리 퍼져 있던 마리아의 평생 동정에 대한 사람들의 확신을 문학적인 표현을 빌어서 잘 나타내 주고 있다.
이 교리는 점차 발전하여 제2차 콘스탄티노폴리스 공의회(553년)에서 “예수 그리스도께서는 영광스럽고 거룩하신 하느님의 어머니이시며 평생 동정이신 마리아에게서 육신을 취하셨다.”고 고백함으로써 교회의 가르침으로 공식 선포되었다. 그리고 649년 라테라노 시노드는 “성모님은 해산 전에, 해산 중에, 그리고 해산 뒤에도 동정녀이셨다.”는 말로써 마리아의 영원한 동정을 더욱 강조하였다. 제2차 바티칸 공의회도 이런 교리를 다시 확인하였다.

#### 하느님의 어머니

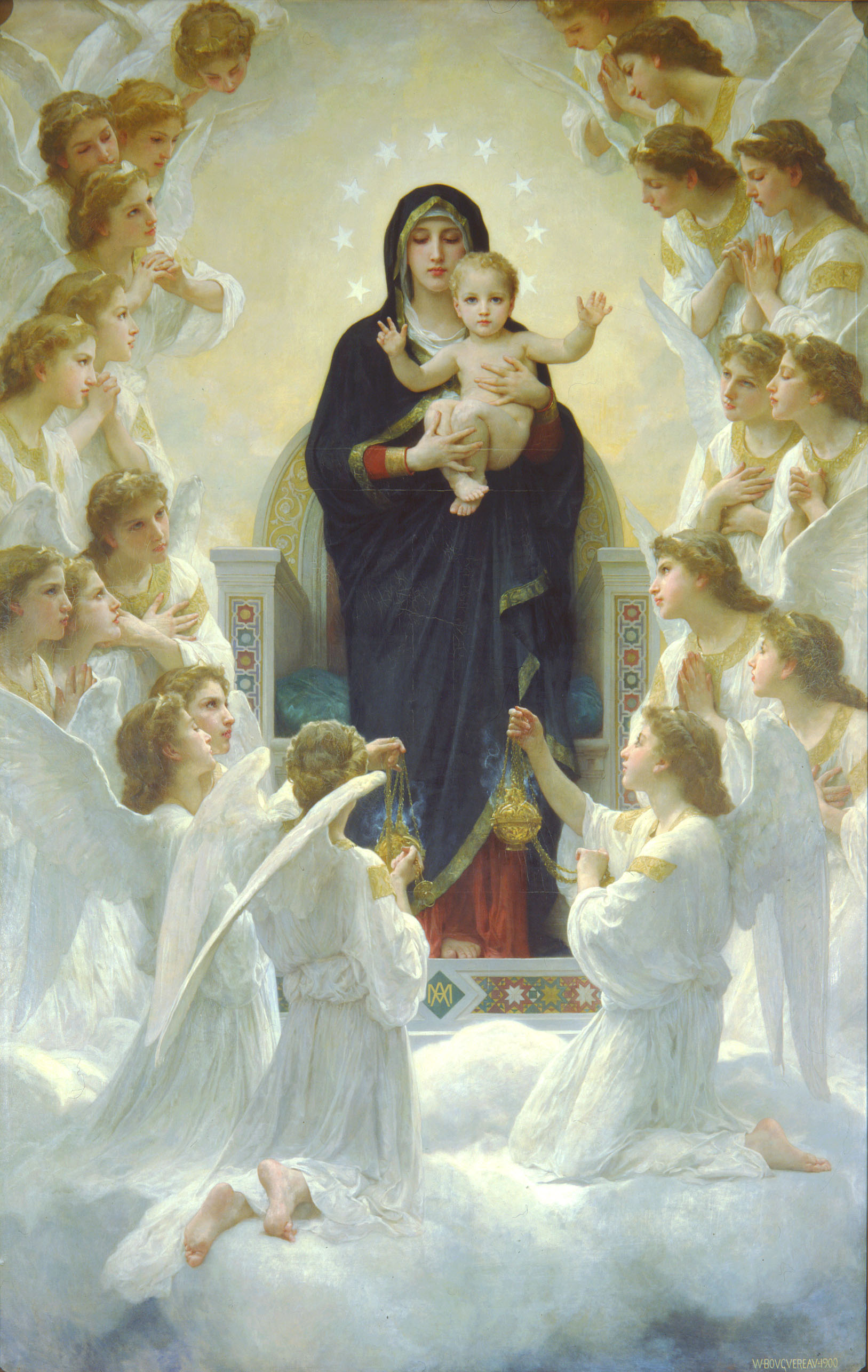
부그로의 작품 《천사들에게 둘러싸인 성모자》

성모 마리아가 테오토코스, 즉 하느님의 어머니(또는 천주의 성모)라는 교리는 431년 에페소 공의회에서 선포된 교의다. 하느님의 어머니라는 호칭에는 두 가지 의미가 포함되어 있다. 하나는 마리아가 낳은 아들 예수 그리스도가 참된 인간임을 의미하는 것이며, 또 하나는 예수가 참된 하느님임을 의미한다. 예수 그리스도는 신성으로는 한처음부터 성부와 같은 몸으로 하느님의 제2위(성자)이며, 인류의 구원을 위하여 성령으로 인하여 스스로 동정 마리아의 태중에서 인성을 취하였다. 이것이 마리아를 하느님의 어머니라고 부르는 까닭이다.
이 교의가 확정되기까지는 커다란 신학적 논쟁을 거쳐야 했다. 4세기 말 기독교 신학의 주류는 알렉산드리아 학파와 안티오키아 학파로 나뉘어 서로 쌍벽을 이루었다. 알렉산드리아 학파는 예수 그리스도 안에서 이루어진 신성과 인성의 결합에서 신성을 강조하였고, 안티오키아 학파는 그리스도의 완전한 인성을 강조하면서 인성과 신성을 나란히 놓고 보았다. 알렉산드리아 학파의 대표는 알렉산드리아의 총대주교 성 치릴로였고, 안티오키아 학파의 대표는 콘스탄티노폴리스의 총대주교 네스토리우스였다. 성 치릴로는 마리아를 ‘하느님의 어머니(테오토코스)’라고 주장하였고, 네스토리우스는 ‘그리스도의 어머니(크리스토토코스)’라고 주장하였다. 성 치릴로는 예수의 신성을, 네스토리우스는 예수의 인성을 강조하였던 것이다. 네스토리우스는 그리스도의 위격을 신격과 인격으로 보기 때문에 마리아는 인간 그리스도의 어머니일 뿐이지 하느님의 어머니가 될 수 없다고 주장하였다.
이에 반대하여 성 치릴로는 하느님의 어머니라는 칭호를 주장하였다. 예수 그리스도는 신성과 인성을 모두 지니지만 말씀 안에서 위격적 일치를 이루기 때문이다. 이 논쟁은 평신도들까지도 그 과정에 휘말려들 정도로 매우 격렬하게 불타올랐다. 결국 교황 첼레스티노 1세가 하느님의 어머니 논쟁을 진정시키기 위해 431년에 에페소 공의회를 소집하기에 이르렀다. 그리고 공의회에 참석한 교부들이 논의 끝에 동정 마리아는 참으로 하느님의 어머니임을 공식적으로 선포함으로써 네스토리우스는 에페소 공의회에서 단죄되고 논쟁은 성 치릴로의 승리로 끝났다. 이에 신자들은 기뻐하며 교부들을 떠메고 횃불을 흔들며 거리를 행진했다.
에페소 공의회의 이 교의를 451년 칼케돈 공의회가 재확인하였다.
예수 그리스도께서는 신성에 있어서 세기 이전에 성부에게서 태어나셨다. 그러나 같은 그분이 인성에 있어서 마지막날에 우리를 위하여 그리고 우리의 구원을 위하여 하느님의 어머니이신 동정 마리아에게서 태어나셨다.
이러한 가르침은 그 후 여러 공의회를 통하여 재확인되었고 제2차 바티칸 공의회에서도 다시 확인되었다.
동정 마리아께서는 천사의 아룀을 들으시고 하느님의 말씀(성자)을 마음과 몸에 받아들이시어 생명의 생명을 세상에 낳아 주셨으므로 하느님이신 구세주의 참 어머니로 인정받으시고 공경을 받으시는 것이다. 마리아께서는 아드님의 공로로 말미암아 뛰어나게 구원을 받으시고 아드님과 불가분의 관계로 긴밀히 결합되셨으며 천주 성자의 어머니가 되는 직무와 품위를 갖추시었다.
그러므로 하느님의 어머니라는 교의는 “예수 그리스도는 누구인가?” 하는 문제와 직결된다. 예수 그리스도의 신성을 강조하다 보니 자연히 마리아가 하느님의 어머니라는 것이 부각되었던 것이다. 다시 말해 마리아는 예수 그리스도를 낳았는데, 이 예수 그리스도가 하느님이기 때문에 마리아를 하느님의 어머니라고 부르는 것이다. 이처럼 하느님의 어머니라는 교의는 예수 그리스도에 관한 올바른 이해를 전제한다. 가톨릭교회에서는 1월 1일을 천주의 성모 마리아 대축일로 지내고 있다.

#### 원죄 없는 잉태

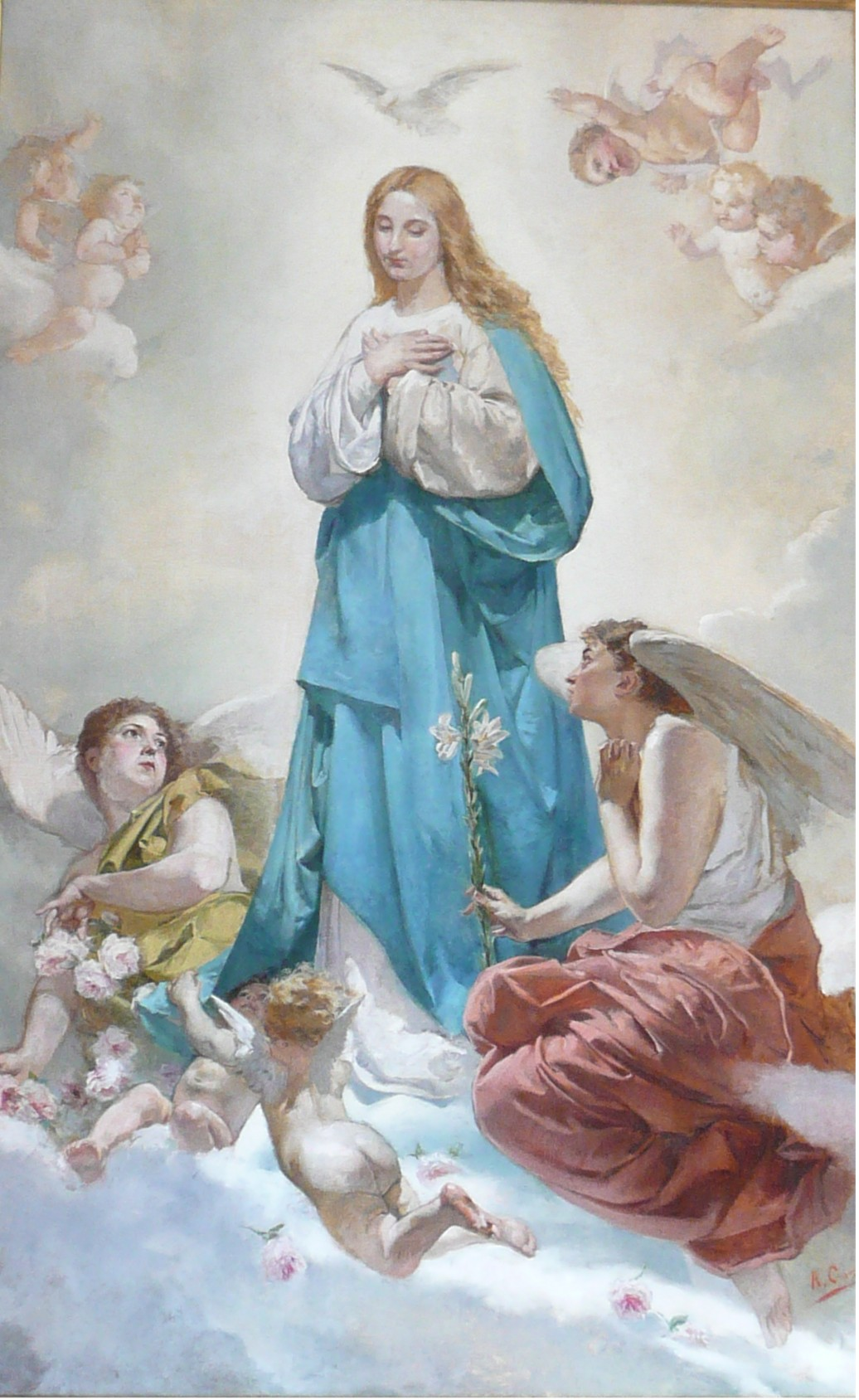
파리노스의 작품 《원죄 없이 잉태되신 마리아》

원죄 없는 잉태는 무염시태(無染始胎)라고도 하는데, 1854년 교황 비오 9세가 회칙에 의해 교의화하였다. 하느님이 마리아를 죄의 영향 아래 놓이지 않게끔 태중에서부터 보호했다는 가톨릭교회의 교의로, 모든 인간은 원조인 아담과 하와의 영향으로 잉태된 순간부터 원죄를 물려받고 태어나게 되었지만, 마리아는 하느님의 특별한 은총으로 인간 중에서는 유일무이하게 어머니의 태 안에 잉태된 바로 그 순간부터 원죄에 조금도 물듦이 없이 완전하게 보전되었다는 의미다. 왜냐하면 마리아가 하느님의 아들이며 지극히 거룩한 존재인 예수 그리스도를 뱃속에 잉태하기 위해서는 그녀 또한 조그마한 흠도 티도 없이 깨끗해야 하고, 본죄 뿐만이 아니라 원죄의 모든 더러움으로부터 보호되어야 하기 때문이다. 가톨릭교회는 또한 마리아는 일생동안 본죄 또한 저지르지 않았다고 믿는다.
가톨릭교회는 동정 마리아 역시 인류의 구세주인 예수 그리스도의 구원이 필요하다는 사실에 대해서는 부정하지 않는다. 왜냐하면 마리아 또한 여느 사람과 마찬가지로 아담과 하와의 후손이기 때문이다. 단지 마리아는 다른 방식으로 구원받았을 뿐이다. 말하자면 ‘보다 숭고한 방식,’ 즉 ‘선취에 의한 구원’이다. 가령 사람은 병에 걸리면 수술을 받거나 약을 복용함으로써 치료받을 수 있으며, 또한 예방접종을 받아 아예 병에 걸리지 않을 수도 있다. 원죄 또한 마찬가지이다. 마리아의 경우는 후자에 속하며, 그리하여 그녀는 사탄의 지배로부터 완전히 벗어났다.
가톨릭교회는 대천사 가브리엘이 마리아에게 나타나 수태 사실을 전하기에 앞서 “은총이 가득한 이여, 기뻐하여라. 주님께서 너와 함께 계시다.”라고 한 인사말에서 마리아가 원죄 없이 잉태되었다는 교의의 근거를 찾아냈다. 예수가 인류를 위해 은총을 획득하기 수년 전에 한 이 천사의 인사에서 알 수 있듯이, 마리아는 이미 ‘은총이 가득한 이’였다는 것이다.
더욱이 교회는 아담의 타락 이후에 하느님이 원조들에게 죄를 짓게 한 사탄에게 저주를 내리며 “나는 너와 그 여자 사이에, 네 후손과 그 여자의 후손 사이에 적개심을 일으키리니 여자의 후손은 너의 머리에 상처를 입히리라.”라고 한 말에서도 마리아의 원죄 없는 잉태 교의의 근거를 보았다. 이 말은 여자의 후손, 즉 동정 마리아의 아들인 예수 그리스도가 사탄의 왕국을 무너뜨릴 것이라는 것을 예언한 것이다. 그런데 사탄이 패배하도록 예수의 구원 사업에 전적으로 협력하였던 마리아가 한순간이나마 사탄의 영향을 받아 죄의 노예로서 원죄에 물들었다고 하는 것은 도저히 생각할 수 없다. 그리하여 하느님에 의해 계획된 동정 마리아와 뱀 사이의 적대는 죄에 대한 마리아의 승리로서 원죄 없는 잉태로 나타날 수밖에 없다는 것이다.
학자들 사이의 이견에도 불구하고, 가톨릭교회는 지속적으로 마리아의 원죄 없는 잉태를 액면 그대로 받아들여 믿었다. 성 아우구스티노는 예수의 어머니를 죄인이라고 말하는 것은 곧 예수에게 죄를 짓는 불경한 행위라고 말하였으며, 성 토마스 아퀴나스는 “그리스도의 영예는 당신 모친이 범죄할 수 있는 최소한의 가능성조차 허락하시지 않는다.”고 하였다. 둔스 스코투스는 마리아는 아담의 후손이므로 응당 원죄의 죄과를 받아야 했지만 하느님이 그리스도의 예견된 공로에 비추어 마리아를 원죄에서 면제해 주었다고 말하였다. 그러면서 “성모님이 원죄 없이 잉태되셨다고 하는 사실은 성모님이 예수님의 도움을 받지 않고도 구원받았다는 이야기가 아니라 오히려 예수 그리스도의 은총으로 말미암아 원죄에 물들지 않았다.”고 말하였다. 19세기까지 이 문제는 신학자들의 연구 대상으로 남았으며, 교황들은 중립적 자세를 취했다. 그러다가 마침내 1854년 교황 비오 9세가 회칙 《형언할 수 없는 하느님》(Ineffabilis Deus)을 통해 성모 마리아가 원죄 없이 잉태되어 태어났다는 것을 아래와 같은 말로 보편 교회 전체가 믿을 교의로 장엄하게 선포하였다. 원죄 없이 잉태되신 동정 마리아 대축일은 12월 8일로 제정되었다.
복되신 동정 마리아께서는 잉태된 첫 순간부터 인류의 구세주이신 예수 그리스도의 공로와 전능하신 하느님의 유일무이한 은총의 특전으로 말미암아 원죄에 물들지 않고 순수하게 보존되셨다.
그리고 1858년 루르드에 성모 발현이 일어나면서 이 교의는 사람들에게 재차 확인되었다(루르드의 성모). 1858년 2월 11일부터 7월 16일까지 마리아는 베르나데트 수비루에게 모두 18회 발현하였는데, 마지막 발현 때 “나는 원죄 없이 잉태된 자다.”라고 말하였다.

#### 성모 승천

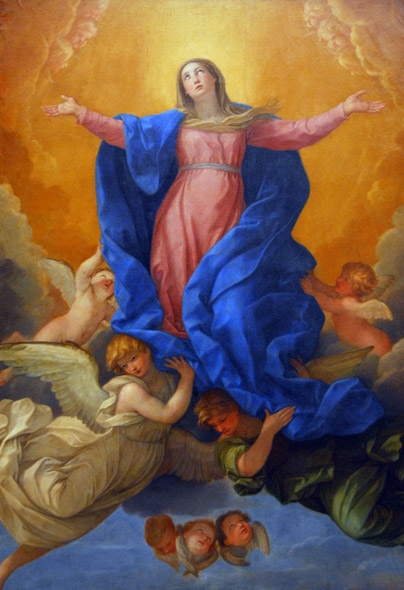
귀도 레니의 작품 《성모 승천》

가톨릭교회에서는 1950년 모든 성인 대축일에 교황 비오 12세가 사도헌장을 통해 그리스도의 어머니인 동정 마리아가 지상 생애를 마친 다음 육신과 영혼이 함께 하늘나라로 불러올림을 받아 아들 예수와 함께 하늘나라에 영원히 머물러 있다는 내용의 성모 승천을 교의로 선포하였다. 다른 말로는 몽소승천(蒙召昇天)이라고도 한다. 가톨릭교회에서는 8월 15일을 성모 승천 대축일로 지정하여 기념하고 있다.
일반적으로 죽은 인간들의 육신 부활은 세말의 공심판이 도래할 때까지 기다려야 하지만, 마리아의 육신은 원죄로부터 자유로웠기 때문에 곧장 하늘나라로 갈 수 있었다. 성모 승천 교의는 마리아를 새 하와로 보는 성경적 관점에서 비롯된 것이다. 죽음은 죄의 결과이다. 만약 마리아가 죄를 정복한 새 아담의 승리를 공유하는 새 하와라면, 죽음과 육신의 부패를 정복한 새 아담의 승리 또한 공유해야 마땅하다. 또한 하느님에 의해 죄의 오염으로부터 보호받아 성별된 육신이 부패된다는 것은 온당치 못한 처사이다. 그리하여 하느님은 자신의 왕국에 새로운 계약궤를 가지고 갔다. 요한 묵시록에서 저자 요한은 하늘에 있는 하느님의 성전이 열리고 성전 안에 있는 하느님의 계약 궤가 나타나는 환시를 목격한 후에 한 여인을 보게 된다. 요한이 목격한 이 계약궤와 여인은 새 하와이자 교회의 표상인 동정 마리아를 의미한다. 그리하여 가톨릭교회는 묵시록의 이 구절이 마리아의 승천을 강력하게 암시하는 것으로 보고 있다.
동방 교회에서는 리비아의 테오테크노가 강론을 통해 마리아는 육신과 영혼이 모두 하늘로 들어올림을 받았다고 강조하면서, 십자가상에서 오른편의 회개한 도적에게 한마디 말로써 낙원을 선사한 예수가 자신이 태중에 머물렀던 어머니에게 어찌 낙원을 선사하지 않겠느냐는 논리를 폈다. 콘스탄티노폴리스의 제르마노는, 마리아의 운명은 그리스도의 그것과 다르지 않기에 그 유사성 때문에라도 죽은 다음에 부활하여 승천해야만 하며 그것은 어머니에 대한 예수의 보답이며 사랑이라고 주장하였다. 다마스쿠스의 성 요한은 마리아의 승천을 그녀의 동정성의 신비와 연결시켰다. 크레타의 안드레아는 마리아의 빈 무덤을 전하면서 순결한 여인이었던 마리아가 죄의 벌로 죽음을 겪지는 않았을 것이며 죽음 후 하늘에 올랐음을 주장하였다. 서방 교회에서는 투르의 성 그레고리오가 처음으로 성모 승천에 관해 언급했는데, 마리아의 임종으로 모든 사도들이 모였고 마리아의 육체는 무덤에 안장된 다음 영혼과 분리되어 하늘로 올라갔다는 것이다.
중세시대에는 성모 승천에 관한 라틴어 문헌들이 많이 속출하였다. 특히 8-9세기경 성 아우구스티노의 서한에 의해 성모 승천은 신학적인 근거를 갖고 대두되기 시작하였다. 이후 성 대 알베르토, 성 토마스 아퀴나스, 성 보나벤투라, 교황 베네딕토 14세에 의해 성모 승천 사실이 끊임없이 재확인되었으며, 이를 계기로 1870년부터 교황들은 성모 승천을 교의로 공식화하자는 요청을 끊임없이 받게 되었다. 그리하여 1950년 모든 성인 대축일 교황 비오 12세는 사도헌장 《지극히 관대하신 하느님》(Munificentissimus Deus)을 통해 성모 승천을 다음과 같이 장엄하게 교의로 선포하였다.
원죄에 물들지 않고 평생 동정이셨던, 하느님의 어머니 마리아께서 지상 생애를 마치신 다음, 육신과 영혼이 함께 천상의 영광으로 들어올림을 받으셨다는 것은 하느님에게서 계시된 신앙의 진리다.

#### 마리아에 대한 기타 가르침
가톨릭교회는 성모 마리아에 대해 그밖에도 많은 가르침을 가지고 있으며, 그 가르침의 대다수가 위에 교도권에 의해 정의된 마리아 교의와도 깊이 관련되어 있다.

##### 모든 그리스도인의 어머니

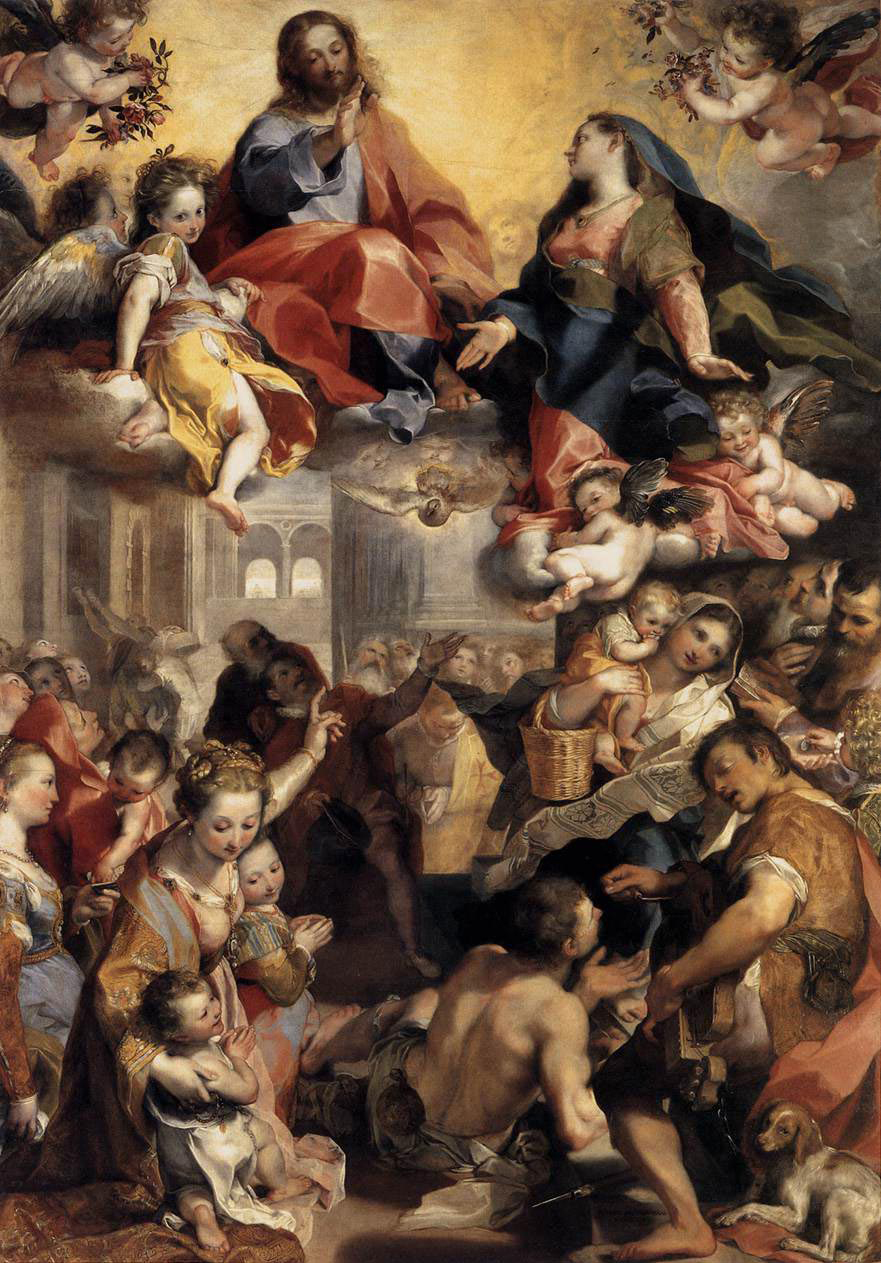
페데리코 바로치의 《민중의 성모》(Madonna del Popolo).

가톨릭교회는 성모 마리아가 교회의 어머니일 뿐만 아니라 교회의 구성원인 모든 기독교인들의 어머니라고 가르친다. 교황 그레고리오 2세는 콘스탄티노폴리스 총대주교인 성 제르마노에게 보낸 서신에서 동정 마리아에 대해 언급할 때 “참으로 하느님의 어머니이시며 만인의 어머니”, “모든 그리스도인의 어머니”라고 표현하였다. 이에 대해 가톨릭교회 교리서는 다음과 같이 설명하고 있다.
사실 동정 마리아께서는 구세주의 참어머니로 인정받으시고 공경을 받으신다. … 분명히 그리스도의 지체들의 어머니이시다. … 왜냐하면 저 머리의 지체인 신자들이 교회 안에서 태어나도록 사랑으로 협력하셨기 때문이다. 마리아께서는 그리스도의 어머니이시며 교회의 어머니이시다.
좀 더 부차적인 설명을 하자면, 마리아는 영원한 말씀이 사람이 될 때 하느님의 종이 되기로 ‘영원으로부터 예정’되어 있었으므로, 따라서 예수와 마리아의 관계가 교회와 마리아의 관계도 동시에 규정짓는다. 마리아는 예수의 어머니라는 관계가 마리아의 형제자매인 ‘그리스도의 신령한 몸’의 지체들, 곧 기독교인들과의 관계에도 반영된다. 그래서인즉, 마리아는 ‘은총의 세계에서 모든 그리스도인의 어머니’이다. 다시 말하면, 마리아는 신자 개개인의 어머니이다.
신약성경의 요한 복음서를 보면 예수는 십자가 위에서 사도 요한과 어머니 마리아를 내려다보며, 요한에게 마리아를 부탁하며 어머니로 모실 것을 당부하였으며, 마리아에게는 요한을 아들로 내주었다. 교회는 예수의 이 당부가 요한을 대신해서 이 세상 마칠 때까지 모든 기독교인에게도 해당된다고 보고 있다. 따라서 신앙인의 모범이며 교회의 어머니인 마리아는 또한 모든 그리스도인의 어머니도 된다는 것이다.
교황 요한 바오로 2세는 1987년 회칙 《구세주의 어머니》(Redemptoris Mater)에서 그리스도의 십자가상 유언에 대해 다음과 같이 말하였다.
십자가 밑에 있는 사람은 예수님께서 사랑하시던 제자 요한이다. 그러나 요한 혼자만이 아니다. 전통을 따라 공의회는 서슴없이 마리아를 그리스도의 어머니요 인류의 어머니라 부른다. 그것은 마리아께서 모든 사람들과 더불어 아담의 혈통에 결합되어 계실 뿐더러 참으로 그리스도의 지체들의 어머니이시기 때문이며 사랑으로써 교회 안에 교회의 머리이신 그리스도의 지체들로서 신도들이 태어나도록 협력하셨기 때문이다.

##### 천상의 모후

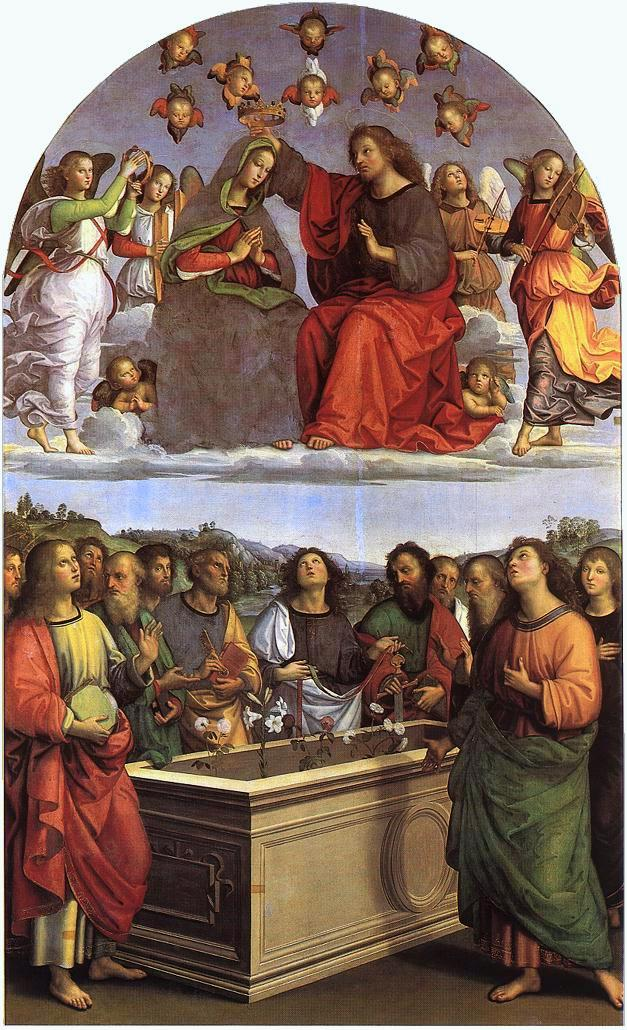
라파엘로의 작품 《성모 대관식》

마리아가 하늘에 들어올림(성모 승천)을 받아 천상 모후의 관을 썼다는 교리는 초창기 교부에까지 거슬러 올라간다. 나지안주스의 성 그레고리오는 마리아를 “우주의 임금의 어머니”, “온누리의 임금을 낳은 동정 어머니”라고 하였으며, 시리아의 성 에프렘은 “위엄 가득하신 하늘의 여인이시며 모후이시여, 멸망의 씨를 뿌리는 사탄이 저를 지배하여 의기양양해하는 일이 없도록, 악이 저를 거슬러 승리하는 일이 없도록 당신의 날개 아래 저를 보호해 주소서.”라는 내용의 동정 마리아에게 보호를 청하는 기도를 바쳤다. 예루살렘의 총대주교 성 모데스토는 “현세 인간들의 모후이자 지극히 거룩한 하느님의 어머니”라고 말하였다. 여러 교황도 마리아에게 찬사의 표시로 ‘하늘과 땅의 모후(비오 9세)’, ‘세계 통치자들의 모후(레오 13세)’, ‘세계의 모후(비오 12세)’ 등 각종 수식어를 붙였다. 가톨릭교회에서는 예형론의 관점으로 요한 묵시록에서 열두 개의 별로 된 면류관을 쓴 여인이 천상의 모후로 등극한 마리아를 예시한다고 보고 있다.
구약성경을 보면 이스라엘 왕국은 다윗 왕조 시절에 모후(母后) 또는 게비라(위대한 부인)이라는 독특한 제도가 있었다. 왕들은 대체로 인간으로서의 나약함 때문에 여러 명의 부인을 거느리고 있었으며, 그들 가운데 모후로 불리는 이는 아무도 없었다. 그 영예는 왕의 어머니에게로 돌아갔다. 왕의 어머니가 지닌 권위는 왕과 혼인한 수많은 여인들을 훨씬 능가하였다. 대표적인 예로 솔로몬 왕의 모후인 밧 세바를 들 수 있다. 밧 세바는 왕위에 오른 어린 아들 솔로몬에게 여러 가지를 조언하며 나라를 잘 다스릴 수 있게 협력하였다. 솔로몬도 이러한 모후를 존중하였는데, 모후가 대전으로 들어올 때 그가 왕좌에서 일어나 몸을 굽혀 인사를 하고 자신의 오른편에 어머니를 모셨다는 점에서 이를 알 수 있다.
예형론적으로 보았을 때, 다윗 왕조는 장차 다가올 그리스도의 왕국을 예고한 것이다. 따라서 다윗 왕조에서 모후의 역할은 그리스도의 왕국에서 동정 마리아가 그와 같은 역할을 하게 되리라는 것을 예고한 것이기도 하다. 다윗은 하느님으로부터 자신의 후손 중 한 사람이 영원히 자기 나라를 다스릴 것이라는 계시를 전해 들었다. 그리고 다윗에게 약속된 그 후손은 바로 예수 그리스도로서 계시대로 다윗의 왕국을 상속받았다. 이 같은 사실은 대천사 가브리엘이 마리아에게 수태 사실을 예고할 때에 다음과 같은 말을 한 것을 봐도 알 수 있다.
“보라, 이제 네가 잉태하여 아들을 낳을 터이니 그 이름을 예수라 하여라. 그분께서는 큰 인물이 되시고 지극히 높으신 분의 아드님이라 불리실 것이다. 주 하느님께서 그분의 조상 다윗의 왕좌를 그분께 주시어, 그분께서 야곱 집안을 영원히 다스리시리니 그분의 나라는 끝이 없을 것이다.”
그리고 유다의 왕국에 대한 예고뿐만 아니라 하느님의 왕국에서의 왕비, 즉 모후를 예고한 시편의 예언도 있다.
임금님의 화살은 날카롭게 원수들의 심장을 꿰뚫고 민족들은 당신 발 아래 쓰러집니다. 오, 하느님 같으신 분! 당신의 왕좌는 영원무궁하며 당신의 왕홀은 공정의 홀입니다. 당신께서 정의를 사랑하시고 불의를 미워하시기에 하느님께서, 당신의 하느님께서 기쁨의 기름을 당신 동료들에 앞서 당신에게 부어 주셨습니다. 몰약과 침향과 계피로 당신 옷들이 모두 향기로우며 상아궁에서 흘러나오는 현악 소리가 당신을 즐겁게 합니다. 제왕의 딸들이 당신의 사랑을 받는 여인들 사이에 있으며 왕비는 오피르의 황금으로 단장하고 당신 오른쪽에 서 있습니다.
여기서 말하는 하느님이 통치하는 왕국은 다윗의 후손이 영원히 다스릴 왕국과 같은 왕국이다. 비록 그 왕국이 현세에서 교회 안에 존재한다 하더라도, 이 왕국은 지상의 왕국이 아니라 하늘 위 천상의 왕국을 의미한다. 그리고 이 천상 왕국에서 동정 마리아는 주 예수 그리스도의 어머니로서 천상의 모후가 된다.

## 동방 정교회의 마리아론

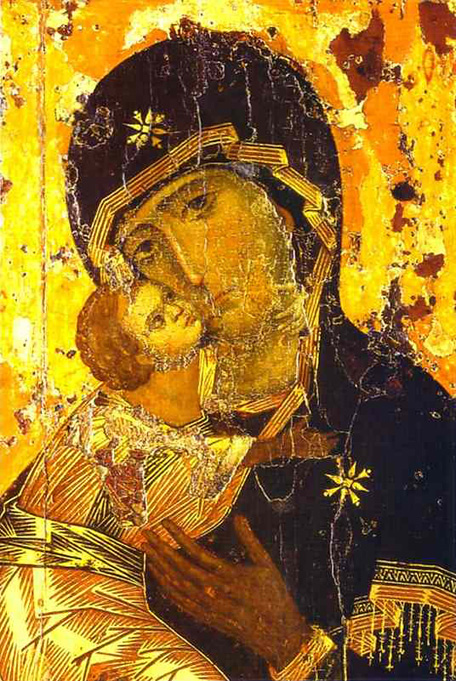
블라디미르의 성모 성화

동방 정교회의 신학에서는 마리아를 테오토코스, 즉 ‘하느님을 낳은 이’라고 호칭한다. 물론 이는 영원으로부터 하느님의 어머니라는 뜻이 아니라 그녀가 낳은 예수가 사람의 몸으로 태어난 하느님이기 때문에 예수의 인성과 함께 신성을 강조하고자 한 말이다. 정교회 마리아론의 중심은 마리아의 동정성과 모성이다. 그리하여 정교회에서는 예수 그리스도를 낳았으므로 종종 마리아에 대해 언급할 때 ‘영원한 동정녀’라는 수식어를 붙이거나 성모 마리아를 찬미할 때 하느님의 피조물들 가운데 가장 존귀한 피조물로서 케루빔보다 더 고귀하고, 세라핌보다 더 영광스러운 존재로 묘사한다.
마리아에 대한 동방 정교회의 공식적인 교리는 테오토코스 이외에는 없다. 이미 2세기부터 사용된 이 용어는 동방 정교회가 지닌 유일한 신학적 교리이다. 보편 교회 시기였던 5세기부터 대중적인 성모 신심이 형성되어 8세기에 동방 교회의 교부인 다마스쿠스의 성 요한이 성모 안식에 관한 대중적 저술이 있기도 하다. 공식적인 정교회의 마리아론은 초대 교회 때부터 전해져 온 전통에서 나타나 일반 대중들의 신심을 허용하나 정확한 기준을 제시한다. 동방 정교회에서는 테오토코스 이외에 어떠한 신학적 사유나 교리적 정의는 이뤄지지 않았다. 그러므로 동방 정교회는 로마 가톨릭교회의 19세기 교리인 원죄 없는 잉태와 20세기 교리인 성모 승천에 대해 반대한다. 동방정교회에서 마리아는 지극한 겸손과 순종으로 그리스도에게 육신을 주고, 그래서 하느님의 말씀이 사람이 되도록 한 여인이다.
동방 정교회는 단지 그리스도론의 추상적 개념들을 일반 신자가 이해하도록 돕는 신성과 인성을 지닌 예수 그리스도를 쉽게 설명하는 일환으로서 마리아론을 언급한다.

## 개신교의 마리아관

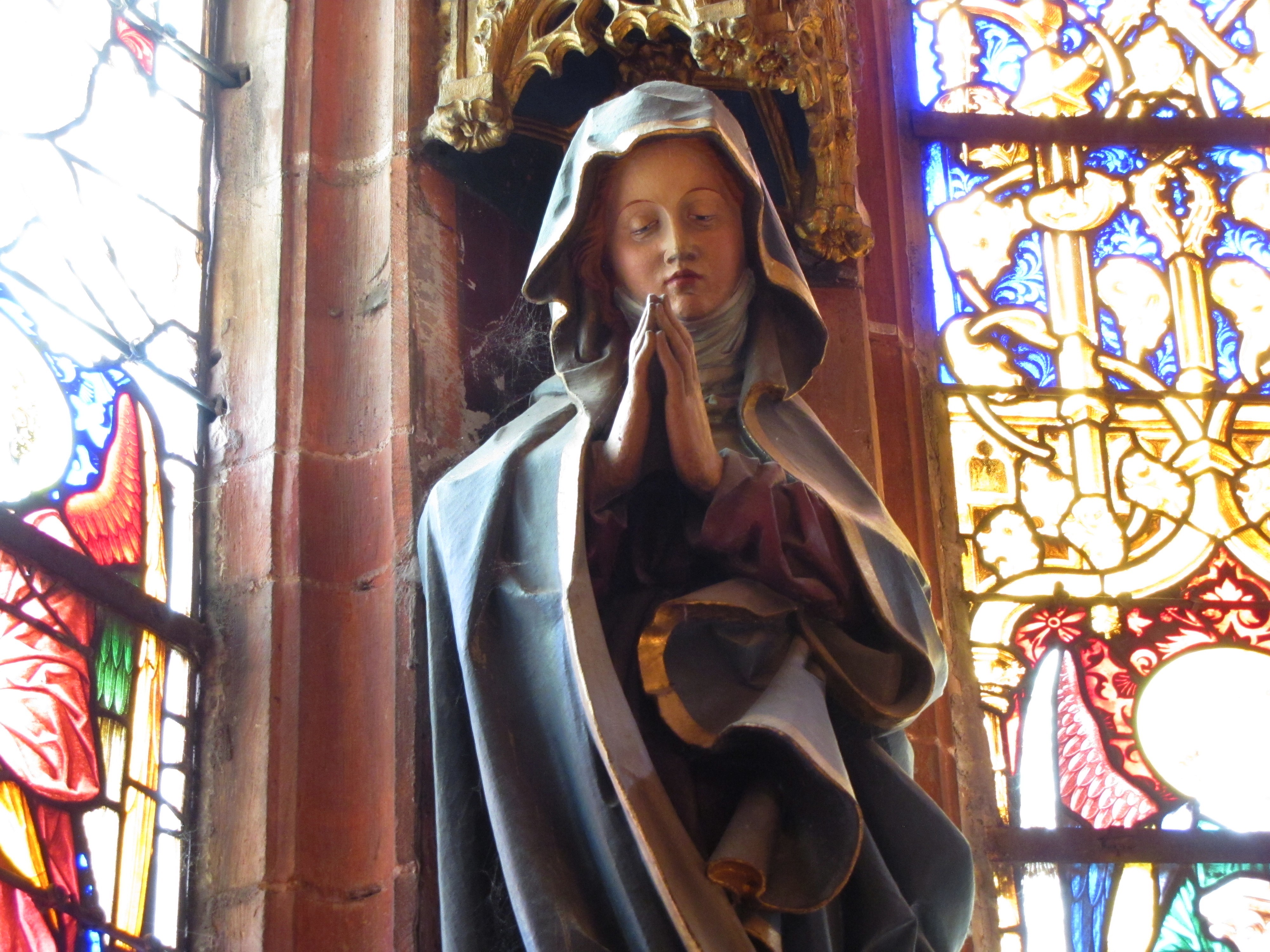
스트라스부르에 있는 생피에르르죈 루터교 예배당에 있는 성모 마리아상

개신교의 마리아관은 마리아는 신학적 분야로 적합하지 않으며, 단지 영지주의를 극복하는 중요한 육신을 입은 예수 그리스도를 있게 한 여인이며, 모순을 지닌 인간이며 신실한 여인으로 예수 그리스도의 어머니로서 여기는 견해를 기초로 한다. 마르틴 루터와 장 칼뱅 등의 주요 종교개혁 주도 인물과 근현대 개신교 신학자들의 마리아에 대한 견해를 다루고 있다.
마르틴 루터, 울리히 츠빙글리, 장 칼뱅 등 종교개혁 당시에서부터 마리아에 대해 입장이 달랐다. 칼뱅의 개혁교회는‘오직 성경’(sola scriptura), ‘오직 그리스도’(solus Christus), ‘오직 하느님께만 영광’(soli Deo gloria)을 강조하면서 마리아에 대해 공경하지 않는다. 루터교는 마리아를 주님의 어머니로 부르는 것에 동의하나 마리아에 대한 기도, 찬양을 부정한다. 성공회는 마리아를 주님의 어머니로 부르고 있는 것은 같으며, 다만 성공회 신자 성향에 따라 평생 동정, 원죄 없음, 몽소승천 같은 교리를 믿는 것을 자유롭게 한다.
개신교의 전형적인 마리아관은 하느님 앞에서 그녀의 겸손함과 자신에 대한 하나님 계시에 대해 마음을 열고 순명함으로써 성자가 인성을 취하게끔 한 종으로서의 역할에 중점을 두고 있다. 최근 들어 개신교계에서 새로이 두각되고 있는 마리아관은 그녀를 거침이 없고 자신감에 찬, 급진적인 여인으로 보는 관점이다.

## 같이 보기
- 그리스도론